# Saint-Saire
Saint-Saire est une commune française située dans le département de la Seine-Maritime en région Normandie.

## Géographie

### Localisation
Le village de Saint-Saire est situé dans le pays de Bray, sur la rive gauche de la Béthune, à 40 km au nord-est de Rouen, 39 km au sud-est de Dieppe et du littoral de la Manche, à 6 km au sud-est de Neufchâtel-en-Bray à 63 km au sud-ouest d'Amiens et à 10 km au nord-ouest de Forges-les-Eaux.
Il est desservi par l'ancienne route nationale 314 (actuelle RD 1314) reliant Forges-les-Eaux à Eu.

### Communes limitrophes
| Neuville-Ferrières | Bouelles           | Nesle-Hodeng  |
| Fontaine-en-Bray   | Saint-Saire        | Mesnil-Mauger |
| Sainte-Geneviève   | Beaubec-la-Rosière |               |

### Hydrographie
La commune est située dans le bassin Seine-Normandie. Elle est drainée par l'Arques, le Sorson, la Canche, le cours d'eau 01 de la commune de Saint-Saire, le cours d'eau 02 de la commune de Sainte-Geneviève, le cours d'eau 02 de la commune de Saint-Saire, le fossé 01 de la commune de Bouelles, le fossé 01 de la commune de Neuville-Ferrières, le fossé 04 de la commune de Neuville-Ferrières, le Dambec et le Nesle,,.
L'Arques, d'une longueur de 67 km, prend sa source dans la commune de Gaillefontaine, à une altitude de 204 m (le cours d'eau porte alors le nom de rivière de la Béthune) et se jette  dans la Manche à Dieppe, après avoir traversé 24 communes. 
Le Sorson  limite la commune au sud. D'une longueur de 11 km, il prend sa source dans la commune de Sommery et se jette  dans l'Arques sur la commune, après avoir traversé quatre communes. 
Le Dambec se jette dans la Conche, qui constitue la limite ouest du territoire communal. Le confluent de la Conche et la Béthune forme l'extrémité nord du territoire communal.

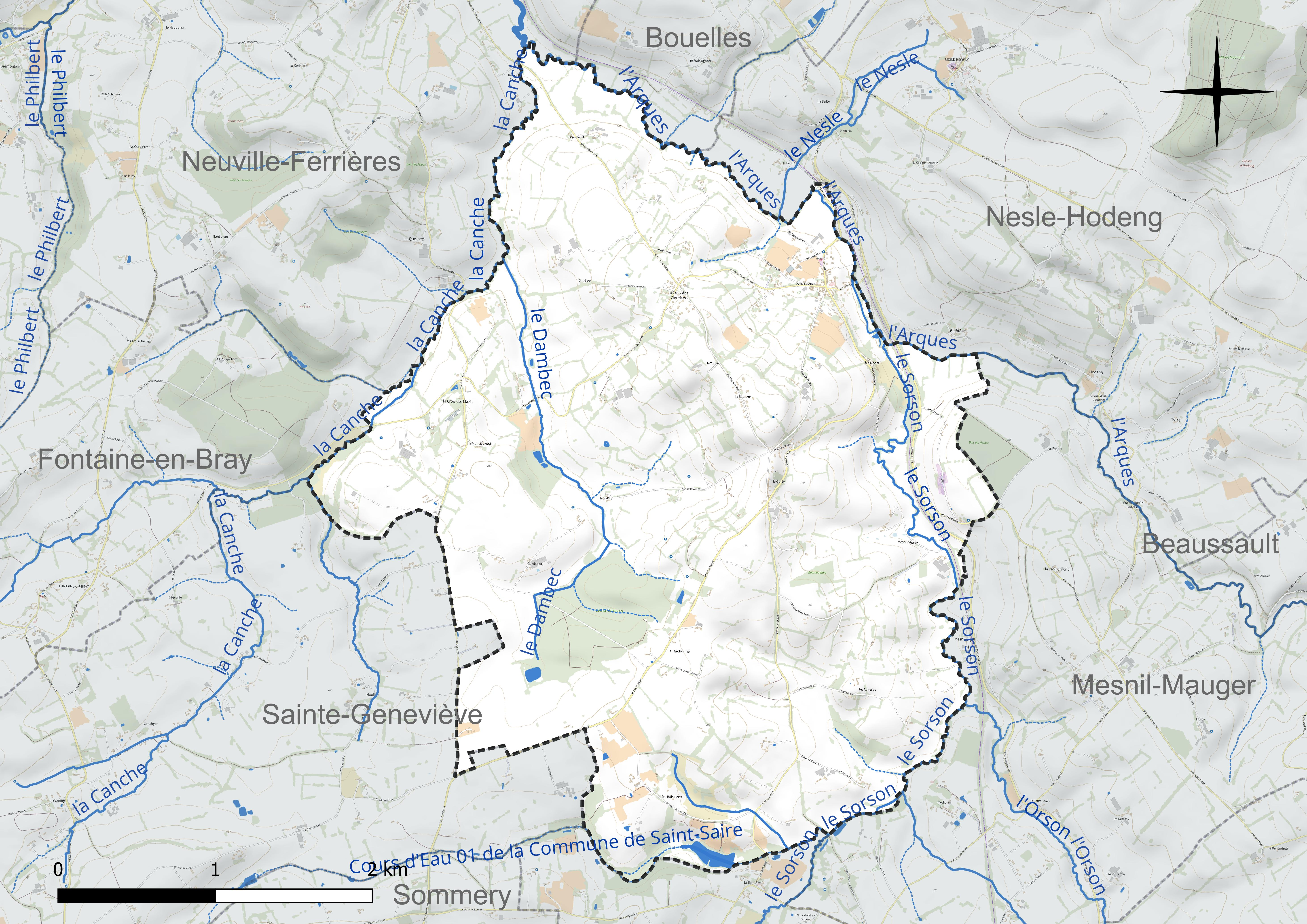
Réseau hydrographique de Saint-Saire.

### Climat
Pour des articles plus généraux, voir Climat de la Normandie et Climat de la Seine-Maritime.
En 2010, le climat de la commune est de type climat océanique altéré, selon une étude du CNRS s'appuyant sur une série de données couvrant la période 1971-2000. En 2020, Météo-France publie une typologie des climats de la France métropolitaine dans laquelle la commune est exposée à un climat océanique et est dans la région climatique Côtes de la Manche orientale, caractérisée par un faible ensoleillement (1 550 h/an) ; forte humidité de l’air (plus de 20 h/jour avec humidité relative > 80 % en hiver), vents forts fréquents. Parallèlement le GIEC normand, un groupe régional d’experts sur le climat, différencie quant à lui, dans une étude de 2020, trois grands types de climats pour la région Normandie, nuancés à une échelle plus fine par les facteurs géographiques locaux. La commune est, selon ce zonage, exposée à un « climat contrasté des collines », correspondant au Pays de Bray, bien arrosé et frais.
Pour la période 1971-2000, la température annuelle moyenne est de 10,4 °C, avec une amplitude thermique annuelle de 14,1 °C. Le cumul annuel moyen de précipitations est de 887 mm, avec 13,4 jours de précipitations en janvier et 8,3 jours en juillet. Pour la période 1991-2020, la température moyenne annuelle observée sur la station météorologique la plus proche, située sur la commune de Bouelles à 2 km à vol d'oiseau, est de 10,7 °C et le cumul annuel moyen de précipitations est de 838,4 mm,. Pour l'avenir, les paramètres climatiques de la commune estimés pour 2050 selon différents scénarios d’émission de gaz à effet de serre sont consultables sur un site dédié publié par Météo-France en novembre 2022.

## Urbanisme

### Typologie
Au 1er janvier 2024, Saint-Saire est catégorisée commune rurale à habitat dispersé, selon la nouvelle grille communale de densité à sept niveaux définie par l'Insee en 2022.
Elle est située hors unité urbaine. Par ailleurs la commune fait partie de l'aire d'attraction de Neufchâtel-en-Bray, dont elle est une commune de la couronne,. Cette aire, qui regroupe 15 communes, est catégorisée dans les aires de moins de 50 000 habitants,.

### Occupation des sols
L'occupation des sols de la commune, telle qu'elle ressort de la base de données européenne d’occupation biophysique des sols Corine Land Cover (CLC), est marquée par l'importance des territoires agricoles (94,8 % en 2018), une proportion identique à celle de 1990 (94,8 %). La répartition détaillée en 2018 est la suivante : 
prairies (79,9 %), terres arables (15 %), forêts (3,7 %), zones urbanisées (1,5 %). L'évolution de l’occupation des sols de la commune et de ses infrastructures peut être observée sur les différentes représentations cartographiques du territoire : la carte de Cassini (XVIIIe siècle), la carte d'état-major (1820-1866) et les cartes ou photos aériennes de l'IGN pour la période actuelle (1950 à aujourd'hui).

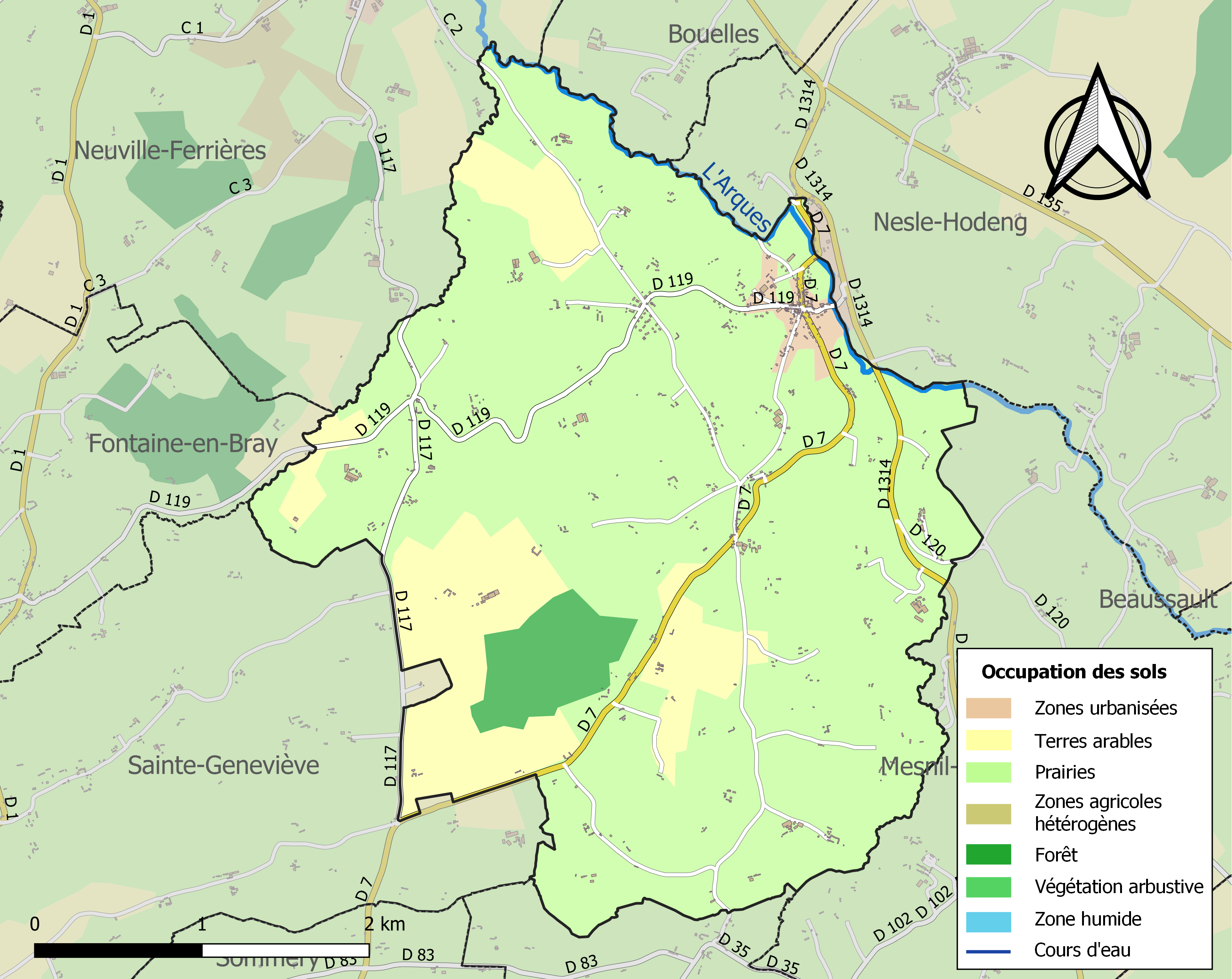
Carte des infrastructures et de l'occupation des sols de la commune en 2018 (CLC).

### Habitat et logement
En 2019 et 2014, le nombre total de logements dans la commune était de 293, alors qu'il était de 261 en 2009.
Parmi ces logements, 78,9 % étaient des résidences principales, 11,2 % des résidences secondaires et 9,9 % des logements vacants. Ces logements étaient pour 94,9 % d'entre eux des maisons individuelles et pour 3,4 % des appartements.
Le tableau ci-dessous présente la typologie des logements à Saint-Saire en 2019 en comparaison avec celle de la Seine-Maritime et de la France entière. Une caractéristique marquante du parc de logements est ainsi une proportion de résidences secondaires et logements occasionnels (11,2 %) supérieure à celle du département (4 %) et à celle de la France entière (9,7 %). Concernant le statut d'occupation de ces logements, 74,9 % des habitants de la commune sont propriétaires de leur logement (73,8 % en 2014), contre 53 % pour la Seine-Maritime et 57,5 pour la France entière.
| Typologie                                               | Saint-Saire | Seine-Maritime | France entière |
| ------------------------------------------------------- | ----------- | -------------- | -------------- |
| Résidences principales (en %)                           | 78,9        | 87,8           | 82,1           |
| Résidences secondaires et logements occasionnels (en %) | 11,2        | 4              | 9,7            |
| Logements vacants (en %)                                | 9,9         | 8,2            | 8,2            |

## Toponymie
Le nom de la localité est attesté sous les formes Sanctum Salvium vers 730, Sanctum Salvium in Brago en 830, Sancto Sairio vers 1215.
L'hagiotoponyme primaire de la paroisse était emprunté à Salvius d'Albi évêque d'Amiens au VIIe siècle. L'évolution en Saint Saire est une curiosité phonétique.

## Histoire
Présence d'un monastère détruit par les Vikings au IXe siècle.
La commune était desservie par la gare de Nesle - Saint-Saire, sur la ligne Pontoise - Dieppe, dont l'exploitation a cessé dans les années 1990.

## Politique et administration

### Rattachements administratifs et électoraux
La commune se trouve depuis 1926 dans l'arrondissement de Dieppe du département de la Seine-Maritime. Pour l'élection des députés, elle fait partie depuis 2012 de la sixième circonscription de la Seine-Maritime.
Elle fait partie depuis 1793 du canton de Neufchâtel-en-Bray. Dans le cadre du redécoupage cantonal de 2014 en France, ce canton, dont la commune est toujours membre, est modifié, passant de 23 à 70 communes.

### Intercommunalité
La commune était membre de la communauté de communes du Pays Neufchâtelois créée au 1er janvier 1998, et qui succédait au SIVOM de Neufchâtel-en-Bray, constitué en 1977.
Dans le cadre de l'approfondissement de la coopération intercommunale prévu par la Loi portant nouvelle organisation territoriale de la République (Loi NOTRe) du 7 août 2015, qui prévoit que les intercommunalités à fiscalité propre doivent avoir, sauf exception, au moins 15 000 habitants, le schéma départemental de coopération intercommunale (SDCI) adopté en octobre 2016 prescrit la fusion de la communauté de communes  la communauté de communes de Saint-Saëns-Porte de Bray et huit communes issues de la communauté de communes du Bosc d'Eawy pour former au 1er janvier 2017 la communauté Bray-Eawy, dont la commune est désormais membre.

### Politique locale
Les communes de Graval, Nesle-Hodeng, Neuville-Ferrières et Saint-Saire ont engagé en 2016 une réflexion en vue de se regrouper pour former une commune nouvelle, qui pourrait voir le jour au 1er janvier 2019,. Bouelles, qui avait été initialement intéressé par cette démarche, a décidé de s'en retirer à l'été 2017.

### Liste des maires
| Période                                  | Période                    | Identité      | Étiquette     | Qualité                                                                              |
| ---------------------------------------- | -------------------------- | ------------- | ------------- | ------------------------------------------------------------------------------------ |
| Les données manquantes sont à compléter. |                            |               |               |                                                                                      |
| avant 1981                               | 1983                       | Marcel Decaux |               |                                                                                      |
| mars 1983                                | juin 1995                  | Gérard Claeys | PS            | Agriculteur                                                                          |
| juin 1995                                | mars 2001                  | René Balas    |               |                                                                                      |
| mars 2001                                | avril 2016,                | Willy Lamulle | apparenté UMP | Enseignant Vice-président de la CC du Pays Neufchâtellois ( ? → 2016) Démissionnaire |
| juillet 2016                             | En cours (au 30 mars 2022) | Maryse Duval  |               | Présidente du SIVOS de la Béthune (2020 → ) Réélue pour le mandat 2020-2026          |

## Équipements et services publics
Les enfants de la commune sont scolarisés avec ceux de Bouelles, Nesle-Hodeng et Neuville-Ferrières dans le cadre d'un regroupement pédagogique intercommunal (RPI) administré par le SIVOS de la Béthune.

## Population et société

### Démographie
L'évolution du nombre d'habitants est connue à travers les recensements de la population effectués dans la commune depuis 1793. Pour les communes de moins de 10 000 habitants, une enquête de recensement portant sur toute la population est réalisée tous les cinq ans, les populations de référence des années intermédiaires étant quant à elles estimées par interpolation ou extrapolation. Pour la commune, le premier recensement exhaustif entrant dans le cadre du nouveau dispositif a été réalisé en 2008.

En 2022, la commune comptait 579 habitants, en évolution de −7,8 % par rapport à 2016 (Seine-Maritime : +0,35 %, France hors Mayotte : +2,11 %).
| 1793 | 1800 | 1806 | 1821 | 1831 | 1836 | 1841 | 1846 | 1851 |
| ---- | ---- | ---- | ---- | ---- | ---- | ---- | ---- | ---- |
| 800  | 989  | 864  | 804  | 829  | 788  | 801  | 748  | 752  |

| 1856 | 1861 | 1866 | 1872 | 1876 | 1881 | 1886 | 1891 | 1896 |
| ---- | ---- | ---- | ---- | ---- | ---- | ---- | ---- | ---- |
| 719  | 713  | 725  | 714  | 701  | 669  | 716  | 714  | 733  |

| 1901 | 1906 | 1911 | 1921 | 1926 | 1931 | 1936 | 1946 | 1954 |
| ---- | ---- | ---- | ---- | ---- | ---- | ---- | ---- | ---- |
| 648  | 640  | 639  | 613  | 714  | 663  | 639  | 636  | 605  |

| 1962 | 1968 | 1975 | 1982 | 1990 | 1999 | 2006 | 2008 | 2013 |
| ---- | ---- | ---- | ---- | ---- | ---- | ---- | ---- | ---- |
| 589  | 514  | 433  | 374  | 418  | 477  | 569  | 595  | 637  |

| 2018 | 2022 | - | - | - | - | - | - | - |
| ---- | ---- | - | - | - | - | - | - | - |
| 593  | 579  | - | - | - | - | - | - | - |

### Enseignement
Les enfants de la commune sont scolarisés dans le cadre d'un regroupement pédagogique intercommunal administré par le SIVOS de la Béthune; qui a été créé en 1978 à l'initiative des élus de Bouelles,  Nesle-Hodeng et Neuville-Ferrières afin de répondre aux préoccupations des parents qui souhaitaient mettre leurs enfants à la maternelle et garder une école dans les divers villages. Saint-Saire a rejoint le RPI en 1989. En 2020, le RPI compte en moyenne 175 enfants pour 7 classes,.

### Manifestations culturelles et festivités
La commune est célèbre par ses illuminations de Noël[réf. nécessaire].

## Économie
- Élevage bovins, production de lait, fabrication de neufchâtel (fromage)[réf. nécessaire].
- Fabrication de cidre bio et de calvados[réf. nécessaire].

En 2020, les exploitants d'une ferme locale installent avec le concours de la municipalité un distributeur de produits locaux frais. Il est accessible par le PN 68 de l'Avenue verte sur la D 1314

## Culture locale et patrimoine

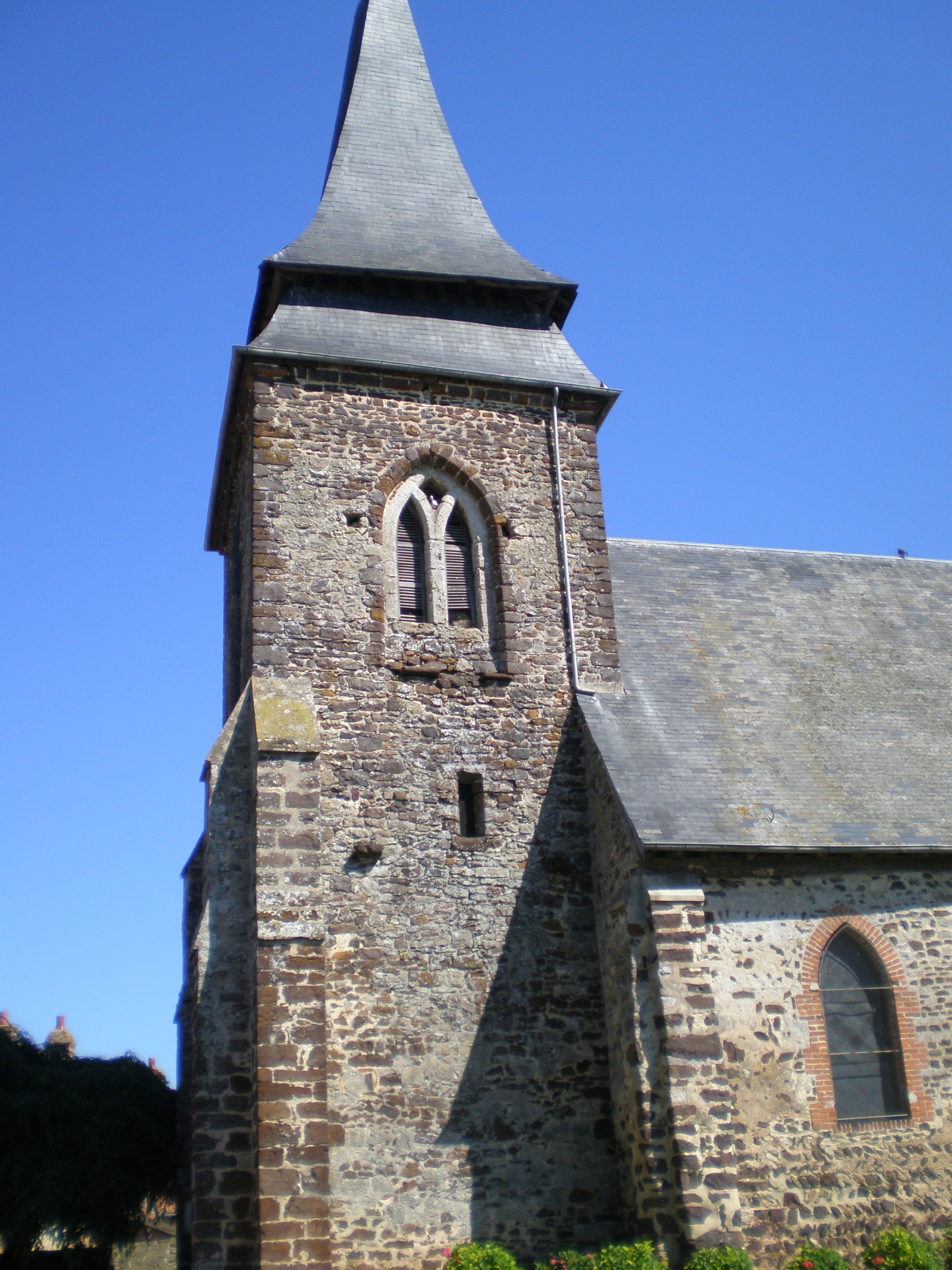
Église Saint-Saire.

### Lieux et monuments
- L'église Saint-Saire (missionnaire du VIIe siècle) du XIIe siècle édifiée sur l'emplacement d'un monastère détruit lors des invasions normandes, avec un clocher-porche en grès ferrugineux du XIIIe siècle, remaniée à plusieurs reprises grâce notamment à la générosité des seigneurs de Saint-Saire[46]. C'est la seule église brayonne à posséder une crypte où sont enterrés des membres des familles La Fontaine Solare. Cette crypte est l'ancienne chapelle, lieu de pèlerinage important jusqu'au XXe siècle[47].
- Vestige du château des Boulainvilliers
- L'Avenue verte, voie verte du Pays de Bray reliant Forges-les-Eaux à Arques-la-Bataille (45 km) en Seine-Maritime et par extension celle de la véloroute Paris-Londres en cours de réalisation.
- Croix monumentale , dite Croix rouge, réédifiée après sa restauration en 2021 au carrefour de la route de la Côté pavée et de la route de la Sablière[48].
- Circuit de randonnée, long d'une quinzaine de kilomètres, qui permet de découvrir les 7 calvaires de la commune, réalisés en bois, en fer forgé, en fonte ou en béton[48].

### Personnalités liées à la commune
- Robert de Bracquemont, amiral de France ;
- Henri de Boulainvilliers (1658-1722), historien et astrologue ;
- François Merry Delabost (1836-1918), médecin, qui serait l'inventeur en 1872 de la douche, afin de favoriser l'hygiène de la prison de Bonne-Nouvelle[49].

Le nom de certains seigneurs de Saint-Saire nous est parvenu. Il s'agit de
- Jean de Béthencourt, roi des Canaries qui gage ses biens à Robert de Bracquemont
- Robert de Bracquemont
- Jean de Bracquemont
- Jehan Lasne au droit de son épouse demoiselle de Bracquemont
- Georges de Calletot au droit de son épouse Jeanne de Lasne
- Antoine de Boulainvilliers au droit de son épouse Louise Jeanne de Calletot de Berneval
- famille de Boulainvilliers
- famille Bernard de Rieux
- famille de Ses Maisons
- famille de La Fontaine Solare

## Pour approfondir